# Opius brooki
Opius brooki är en stekelart som beskrevs av Fischer 1965. Opius brooki ingår i släktet Opius och familjen bracksteklar. Inga underarter finns listade i Catalogue of Life.